# L'eredità Ferramonti
L'eredità Ferramonti is een Italiaanse film van Mauro Bolognini die werd uitgebracht in 1976.
De film is gebaseerd op de gelijknamige roman (1884) van Gaetano Carlo Chelli.

## Samenvatting
Rome, 1880. Gregorio Ferramonti is een succesvolle bakker die rijk geworden is door te speculeren met bouwgronden die zich in de buitenwijken van Rome bevinden. Hij heeft een dochter, Teta, en twee zonen, Mario en Pippo. Hij komt echter niet overeen met hen, temeer daar hij hen ervan verdenkt het enkel op zijn geld gemunt te hebben. 
Teta is een eerzuchtige vrouw die gehuwd is met Paolo Furlin, een ambtenaar bij een ministerie. Mario speculeert ook en is een gokker met schulden en minnaressen. Pippo is getrouwd met Irene Carelli. Hij is een bedrijvig man die bescheidener van aard is dan zijn broer en zuster. Zijn handelszaak dankt hij aan zijn schoonouders. 
Op een dag zet Gregorio de bakkerij stop. Hij neemt zich voor van zijn rente te leven en hij kijkt helemaal niet meer om naar zijn kinderen. Irene wil iedereen verzoenen en wordt de minnares van Mario én van haar schoonvader. 

## Rolverdeling
| Acteur             | Personage                |
| ------------------ | ------------------------ |
| Dominique Sanda    | Irene Carelli-Ferramonti |
| Anthony Quinn      | Gregorio Ferramonti      |
| Fabio Testi        | Mario Ferramonti         |
| Luigi Proietti     | Pippo Ferramonti         |
| Adriana Asti       | Teta Ferramonti-Furlin   |
| Paolo Bonacelli    | Paolo Furlin             |
| Rossella Rusconi   | Flaviana Barbati         |
| Harald Bromley     | Andrea Barbati           |
| Silvia Cerio       | mevrouw Minelli          |
| Maria Russo        | Rosa Carelli             |
| Simone Santo       | Armando Carelli          |
| Rossana Di Lorenzo | Matilda                  |